# Michael Markussen
Michael Markussen (ur. 9 stycznia 1955 w Roskilde) – duński kolarz torowy i szosowy, pięciokrotny medalista torowych mistrzostw świata.

## Kariera
Pierwszy sukces w karierze Michael Markussen osiągnął w 1972 roku, kiedy zdobył złoty medal w drużynowej jeździe na czas podczas mistrzostw Danii juniorów. W tej samej konkurencji zajął dziesiąte miejsce na rozgrywanych w 1980 roku igrzyskach olimpijskich w Moskwie. Rok później zdobył brązowy medal w wyścigu punktowym amatorów na torowych mistrzostwach świata w Brnie, ulegając jedynie Lutzowi Haueisenowi z NRD i Leonardowi Nitzowi z USA. W tej samej konkurencji wywalczył również srebrny medal podczas mistrzostw świata w Leicester w 1982 roku oraz złoty na mistrzostwach w Zurychu rok później. W 1984 roku brał udział w igrzyskach olimpijskich w Los Angeles, gdzie w wyścigu punktowym był dziewiąty, a rywalizację w drużynowym wyścigu na dochodzenie zakończył na piątej pozycji. Cztery lata później, już jako zawodowiec, zdobył brązowy medal w swojej koronnej konkurencji, przegrywając ze Szwajcarem Danielem Wyderem i Włochem Adriano Baffim. Ostatni medal zdobył na mistrzostwach świata w Maebashi w 1990 roku, gdzie w wyścigu punktowym był drugi za Francuzem Laurentem Biondim. Ponadto Markussen wielokrotnie zdobywał medale mistrzostw Danii, zarówno w kolarstwie torowym jak i szosowym.